# ガメラマーチ
『ガメラマーチ』は、1968年（昭和43年）3月20日に公開された大映の映画『ガメラ対宇宙怪獣バイラス』の主題歌。

## 解説
大映のドル箱シリーズである「ガメラシリーズ」の主題歌として、『ガメラ対宇宙怪獣バイラス』から登場し、以後、大映の倒産前の最後の作品である『ガメラ対深海怪獣ジグラ』まで使用され続けた。
作詞者は大映の永田雅一社長の実子で専務・副社長だった永田秀雅（英語版）。作曲は広瀬健次郎。永田は「映画を観に来る子供たちをいい子に育てたい」という意味から、ガメラを全くのお友達、「僕らのガメラ」にしたかったといい、この気持ちを込めて前作『大怪獣空中戦 ガメラ対ギャオス』の主題歌『ガメラの歌』に続いて本曲を作詞した。歌詞は三番まであり、「日・月・火・水・・・」と曜日を怪獣と絡ませた内容となっている。また、「強いぞガメラ!」「頑張れガメラ! 」「咥えて離すな」「火炎噴射」「回転ジェット」「体当たり」「殺人音波」など、一部の歌詞は『ガメラの歌』を踏襲している。
ガメラシリーズを担当した湯浅憲明監督によると、本曲を作詞した永田専務が、会議室からはりきって出てきて、「おいガメラの歌が出来たから、みんな聞け」と、スタッフの前で「強いぞガメラ・・・」と朗読。専務の前ということで全員拍手したところが「湯浅君、みんなが感激していいと言ってくれたから、これ使ってくれ」ということになり、レコーディングとなった。歌唱している「大映児童合唱団」というのは、湯浅監督によると「そこらへんの子を集めてきて歌わせたもの」だそうで、「そんなものないんですよ」ということである。
湯浅監督はこの歌について「聞いているうちに覚えちゃういいメロディーですよね、変にプロの作詞でないのがいいのかもしれませんね」とコメントしていて、「新しいガメラにもこの歌、どこかに流して欲しかったなあ。そうすることで、新旧のガメラがすんなりと繋がるんですがねえ」と語っている。
2021年に公開された『妖怪大戦争 ガーディアンズ』の外伝小説である『妖怪大戦争ガーディアンズ外伝 平安百鬼譚』には、ガメラをモチーフにした「玄武」またはガメラ自身が登場しており、その際に京都の妖怪達が『ガメラマーチ』の替え歌を歌っている。
2021年の作品『ネズラ1964』では、『宇宙怪獣ガメラ』に出演したマッハ文朱が歌う『ネズラマーチ』が『ガメラマーチ』へのオマージュとして挿入されている。
2023年の『GAMERA -Rebirth-』では、第6話のエンドクレジットにて片山修志によるアコースティックバージョンが使用された。
昭和後期の「ゴジラシリーズ」も「ガメラシリーズ」の影響を受けてきた事が指摘されており、関沢新一による『怪獣マーチ』は歌詞の様相や湯浅と関沢の関係性からも『ガメラマーチ』を意識しているとされている。
なお、ウクライナ出身の女性陸上選手であり、略称として「ガメラ」があるタチアナ・ガメラ＝シュミルコに関する報道でも、『ガメラマーチ』または『ガメラの歌』の歌詞を意識した見出しが用いられたこともある。

## ソノシート
朝日ソノラマから、映画公開に合わせてソノシートが発売された。B面は『ぼくらのガメラ』。盤によってはA・B曲が逆のものもあった。ガメラと新怪獣バイラスの解剖図解、「迫力ドラマ」と題したミニドラマなどで構成されていた。『ガメラ対大悪獣ギロン』公開版以降は収録楽曲は『ガメラマーチ』のみ。『ガメラ対深海怪獣ジグラ』では大映レコードからLPレコード盤も発売された。
1. ガメラマーチ
2. ぼくらのガメラ
  - 作詞：永田秀雅
  - 作・編曲：広瀬健次郎
  - 歌唱：大映児童合唱団
  - 演奏：大映レコーディングオーケストラ

## 使用作品
- 『ガメラ対宇宙怪獣バイラス』（1968年、大映）
- 『ガメラ対大悪獣ギロン』（1969年、大映）
- 『ガメラ対大魔獣ジャイガー（1970年、大映）
- 『ガメラ対深海怪獣ジグラ』（1971年、大映）
- 『GAMERA -Rebirth-』（2023年、KADOKAWA）
- 『CR GAMERA THE BATTLE PACHINKO』（2009年、サミー）